# Gideoniterna

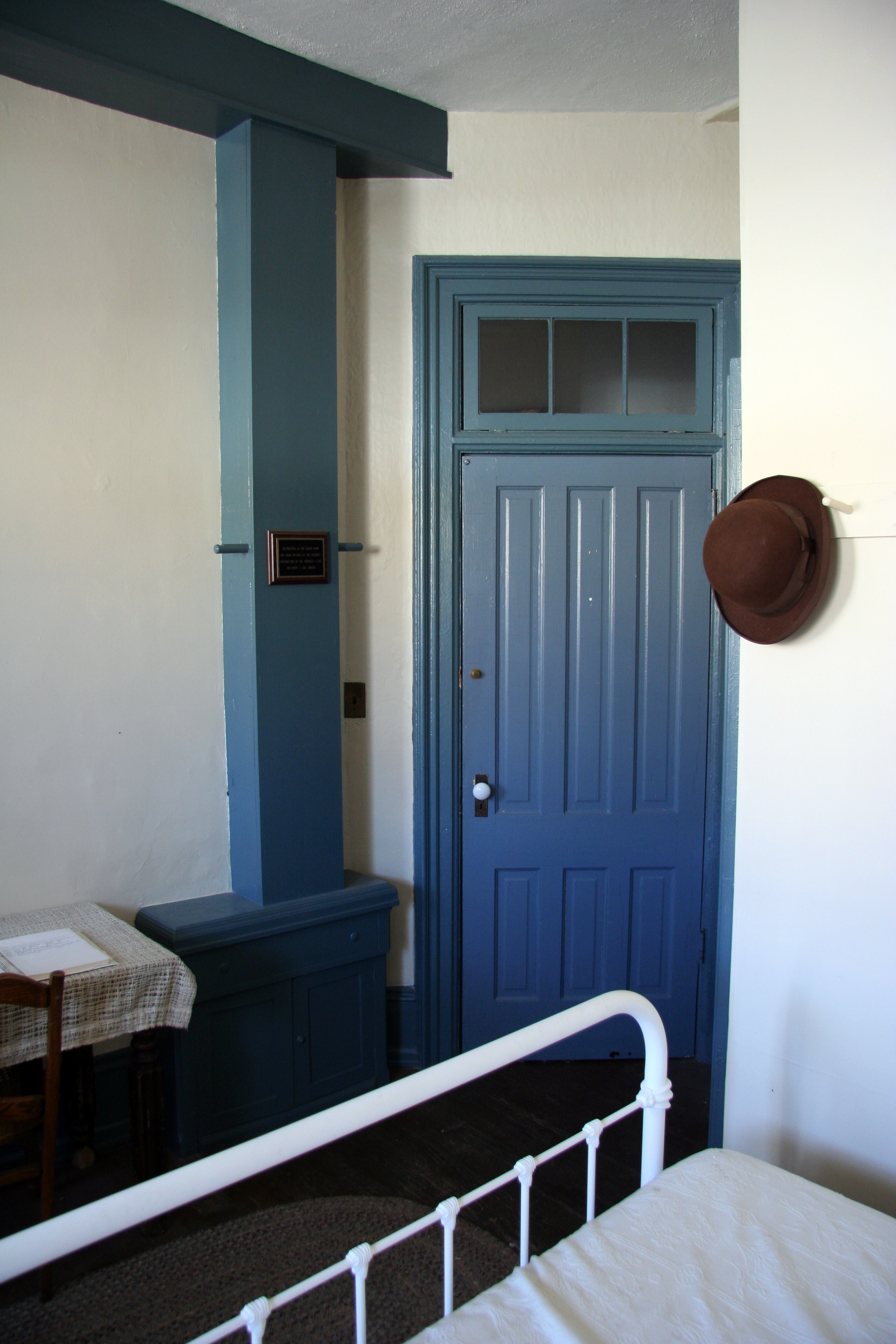
Det hotellrum i Boscobel där organisationen grundades

The Gideons International, i Sverige under namnet Gideoniterna sedan 1951, är en internationell kristen organisation med verksamhet i cirka 200 länder och territorier med medlemmar från alla evangeliska kyrkor och samfund. 
The Gideons Internationals främsta uppgift är att placera biblar och exemplar av Nya Testamentet på hotell, fängelser, sjukhus och vårdhem. Gideoniternas medlemmar överlämnar även ficktestamenten till bland annat fångar, skolungdom, militärer och sjukvårdspersonal.
Gideoniternas symbol består av en lerkruka med en eld som flammar upp ur den. Runt krukan finns en ring som symboliserar en basuns munstycke.

## Historia
År 1898 möttes två kristna affärsmän i Boscobel i Wisconsin i USA. De fick då idén att starta en organisation för kristna handelsresande. År 1899 startade John H Nicholson, Samuel E Hill och Will J Knights Gideoniterna och i juli 1908 delades de första 25 biblarna ut. Innan årets slut hade man placerat ut 5 774 biblar på hotellrum i 17 amerikanska delstater.

## Kvinnor i The Gideons International
Gideoniterna välkomnar enbart män som fullvärdiga medlemmar (en kvinna som är gift med en manlig gideonit kan dock bli medlem i en sidoorganisation, Gideons International Auxiliary). Förbudet mot kvinnliga medlemmar är omstritt, och har lett till att olika nationella organisationer begär utträde för att kunna erbjuda även kvinnor fullvärdigt medlemskap. Organisationen i Kanada lämnade det internationella samarbetet 2011, och har 2018/2019 följts av Storbritannien och Sverige. I Kanada är 2019 omkring hälften av medlemmarna kvinnor.

## The Gideons International i Sverige
I Sverige bildades 1919 Resande Köpmäns Kristliga Förening, som senare bytte namn till Gideoniterna. 1974 valde man att ingå som svenskt nationsförbund i The Gideons International.

### Utträde ut den internationella organisationen
Det nationella svenska förbundet beslutade 2018 sitt utträde ur The Gideons International. Anledningen var dess önskan att införa lika medlemsvillkor för män och kvinnor, vilket inte godtogs av den internationella organisationen. Den svenska organisationen fick under en övergångsperiod på ett år fortsätta använda namnet Gideoniterna. I juni 2019 bytte man namn till Goda nyheter - för livet.

### Nyetablering av The Gideons International i Sverige
Den internationella organisationen The Gideons International etablerade i juli 2019 en ny verksamhet i Sverige genom att starta gideonitgrupper i ett flertal städer. Gideoniterna i Sverige är idag en del av The Gideons Internationals internationella expansionsverksamhet IOC.

## Namnet Gideoniterna
Organisationen är uppkallad efter den Gideon som omtalas i Domarboken i Bibeln. 